# باستر ميلز
باستر ميلز (بالإنجليزية: Buster Mills) هو لاعب كرة قاعدة أمريكي، ولد في 16 سبتمبر 1908 في رينجرز في الولايات المتحدة، وتوفي في 1 ديسمبر 1991 في أرلينغتون في الولايات المتحدة.

## وصلات خارجية
- باستر ميلز على موقع دوري كرة القاعدة الرئيسي (الإنجليزية)
- باستر ميلز على موقعبيزبول رفرنس.كوم (الدوري الرئيسي) (الإنجليزية)
- باستر ميلز على موقعبيزبول رفرنس.كوم (الدوري الثانوي) (الإنجليزية)
- باستر ميلز على موقع إي إس بي إن.كوم (أم.أل.بي) (الإنجليزية)